# Heersemmolen

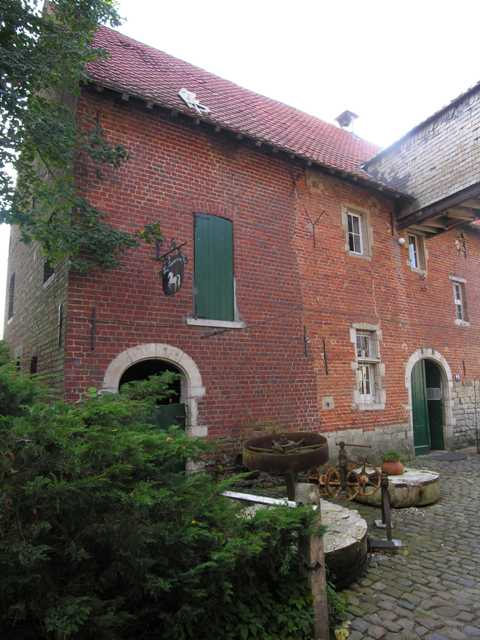
Heersemmolen

De Heersemmolen is een watermolen in de tot de Vlaams-Brabantse gemeente Herent behorende plaats Beisem, gelegen aan de Leuvenstraat 553.
Deze bovenslagmolen op de Molenbeek fungeerde als korenmolen.

## Geschiedenis
In 1356 werd voor het eerst melding gemaakt van een watermolen op deze plaats. De oudste delen van de huidige molen zijn 15e-eeuws en daarna zijn er nog vele verbouwingen geweest. Het merendeel van het molenhuis stamt uit de 17e eeuw met 19e-eeuwse verbouwingen.
Op het einde van het ancien régime vergaderde de schepenbank in de molen. Tijdens de Franse periode werd er soms in het clandestien een mis opgedragen, want de molen lag ver weg van de bebouwing -en de controle. Tot 1894 huurde de molenaar de molen, waarna hij deze in bezit kreeg. In 1926 werd in plaats van een houten een metalen rad aangebracht. In 1986 werd de molen maalvaardig gerestaureerd en in 1993 werden molen en boerderij geklasseerd als monument en tevens beschermd als dorpsgezicht.